# Bà mẹ Gio Linh
"Bà mẹ Gio Linh" là tên một bài hát của nhạc sĩ Phạm Duy được sáng tác năm 1948. Đây được coi là ca khúc đầu tiên nói về bà mẹ liệt sĩ trong cuộc kháng chiến chống Pháp. Bà mẹ Gio Linh trong bài hát của Phạm Duy nói về những người mẹ có thật ở làng Mai Xá, xã Gio Mai, huyện Gio Linh, tỉnh Quảng Trị, đó là hai mẹ Diêu Cháu (tức bà Lê Thị Cháu, còn chồng tên Nguyễn Diêu, dân làng quen kêu là mẹ Diêu Cháu) và mẹ Hoàng Thị Sáng. Bài hát trở nên rất nổi tiếng trong thời kỳ kháng chiến chống Pháp và sau đó vẫn được ưa chuộng tại miền Nam Việt Nam trước năm 1975, nhưng sau khi chiến tranh Việt Nam chấm dứt năm 1975, bài hát không được phổ biến tại Việt Nam cùng với những bài khác của ông. Đến năm 2005, nó là một trong 10 bài đầu tiên của ông được phép lưu hành. Cho đến nay người thể hiện bài hát này được đánh giá cao nhất là ca sĩ Thái Thanh.

## Hoàn cảnh ra đời
Ngày 16/08/1948, để đàn áp, khủng bố tinh thần dân làng Mai Xá nhằm dập tắt phong trào kháng chiến. Thực dân Pháp chặt đầu Nguyễn Đức Kỳ và Nguyễn Văn Phi đem bêu ở đình làng sau dời ra bến đò trước chợ. Lúc đó anh Nguyễn Đức Kỳ xã đội trưởng.
Hay tin, bà Diêu Cháu (mẹ anh Nguyễn Đức Kỳ), Khương Thị Mén (dâu cả bà Cháu), bà Hoàng Thị Sáng (mẹ của anh Nguyễn Văn Phi), Bùi Thị Con (người em dâu bà Sáng) ra chợ bỏ vào thúng mang thủ cấp hai anh về.
Địch cho quân lùng sục. Cả hai gia đình đều mang thủ cấp con mình cất lên "tra" (cái sàn gỗ trên nóc trần nhà, nơi những ngôi nhà dân vùng này ngày xưa làm để cất giữ hạt giống ngô, thóc...).
Đợi khi giặc rời làng về đồn, gia đình đưa thủ cấp anh Nguyễn Đức Kỳ đi chôn ở vùng cồn Go của làng Mai Xá Thị, còn thủ cấp anh Nguyễn Văn Phi được chôn tại nghĩa địa cồn Dài, xóm Kênh, làng Mai Xá Chánh.
Sau này, thân xác của hai anh đã được mang về chôn cùng thủ cấp sau nhiều năm lưu lạc. Hai anh đều được công nhận là liệt sĩ. Mộ của hai anh được chôn trong nghĩa trang gia tộc. Ngoài ra, ở nghĩa trang liệt sĩ xã cũng có một nấm mộ gió đề tên Nguyễn Văn Phi để tưởng nhớ.
Khi viết bài hát này, nhạc sĩ Phạm Duy đi theo một đoàn văn nghệ kháng chiến về Quảng Trị rồi đi thực tế ở Gio Linh. Nghe xong câu chuyện, ông ghi lại thành ca khúc, trong đó có những câu rất cảm động:
Nghẹn ngào không nói một câu
Mang khăn gói đi lấy đầu
Đường về thôn xóm buồn teo
Xa xa tiếng chuông chùa reo…
Từ niềm đau cá nhân của một bà mẹ đã trở thành niềm đau chung của một dân tộc và của loài người trước những biến cố thảm khốc của chiến tranh. Không chỉ gói gọn ở đất Gio Linh, làng Mai Xá... mẹ Gio Linh giờ là mẹ Quảng Trị, là hiện thân của mẹ miền Trung quê nghèo gió cát, là mẹ Việt Nam thương khó tảo tần gồng gánh nỗi đau.

## Phiên bản khác
Ca khúc được sáng tác và phổ biến ngay trong lúc tác giả đang đi kháng chiến, nên ca từ được sửa đổi, thêm bớt nhiều lần, có nhiều phiên bản khác nhau ở một số từ ngữ. Phạm Duy cũng từng đặt lời khác, với ý nghĩa khác, tuy vẫn bao gồm những tình tiết của bản gốc, với tên Bà mẹ nuôi, nói về bà mẹ nuôi binh sĩ thời kháng chiến. Phiên bản này tuy không phổ biến nhưng cũng từng được ca sĩ Thái Thanh thâu âm.
Cùng cảm hứng về bà mẹ Gio Linh, Phạm Duy còn sáng tác ca khúc "Mười hai lời ru".Trong cuốn Nhớ - hồi ức Phạm Duy được Nhà xuất bản Trẻ in vào cuối năm 2005, tác giả có kể lại đoàn văn nghệ kháng chiến của ông đi diễn ở Quảng Bình xong thì vào Quảng Trị. Về chiến khu, nơi Ủy ban kháng chiến tỉnh Quảng Trị đóng. Và một hôm đoàn văn nghệ tới một làng trong huyện Gio Linh (rất có thể đó là làng Tân Minh bị thực dân Pháp tàn sát 192 người vào ngày 15/10/1947). Phạm Duy nghe được câu chuyện một toán lính Pháp đi tuần bị du kích bắn chết, chúng đã tổ chức trả thù, chúng tập trung dân làng lại và thấy có 12 bà mẹ đang ôm con thơ. Chúng bắt dân làng khai ra nơi trú ẩn của du kích quân, nếu không chúng sẽ giết 12 người mẹ này. Vì không ai khai cả nên chúng lôi 12 bà mẹ bồng con thơ ra bờ sông và ra lệnh ném 12 đứa con của mình xuống nước. Các bà mẹ không nghe lệnh và bị chúng bắn chết cùng 12 đứa con đang bế trên tay. Bài hát kể lại câu chuyện hãi hùng đó với kết luận là 12 người mẹ ôm con chết đi, nhưng từ đó, hằng đêm, trên con sông đau thương này người ta vẫn nghe văng vẳng lời ru của 12 người mẹ Việt chết trong kháng chiến.